# Fiat SB4 « Mefistofele »
 (novembre 2019).
Si vous disposez d'ouvrages ou d'articles de référence ou si vous connaissez des sites web de qualité traitant du thème abordé ici, merci de compléter l'article en donnant les références utiles à sa vérifiabilité et en les liant à la section « Notes et références ».
Chronologie des modèles
La Fiat SB4 Eldridge, ou Fiat type A/12 bis, plus connue sous le nom de Mefistofele, est une voiture de compétition conçue et construite pour conquérir le record du monde de vitesse sur piste. Construite en 1924 par Ernest Eldridge, elle est conservée au centre historique Fiat de Turin.

## Origine
En 1922, le pilote John Duff participe à une course sur le circuit de Brooklands, dans le comté de Surrey, au volant d'une Fiat SB4 de 1908, une voiture de course relativement ancienne du constructeur italien. Durant la course, le moteur explose. La voiture est ensuite rachetée par Ernest Eldridge, qui souhaite construire une voiture pour battre le record de vitesse terrestre.

## Construction

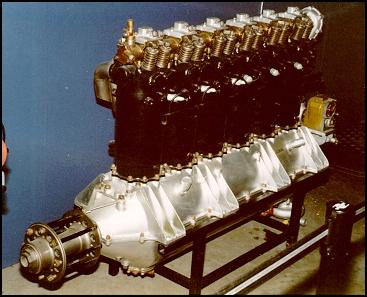
Moteur Fiat A.12

Eldridge souhaite installer dans cette voiture de course un moteur d'avion, un Fiat A.12 à 6 cylindres en ligne, d'une cylindrée de 21 706 cm3, après avoir modifié son système d'alimentation pour atteindre une puissance de 320 ch. Ce moteur équipait les avions SIA 7B et Fiat R.2, l'avion de reconnaissance SAML S.2 et le bombardier Caproni Ca.46.
Ce moteur étant bien trop long et encombrant pour rentrer sous le capot de la Fiat SB4, aussi décide-t-il d'allonger le châssis par des éléments provenant d'un autobus londonien accidenté.
La carrosserie est donc rallongée, avec un résultat assez harmonieux. Toute la partie mécanique du modèle de base est conservée, avec sa transmission finale à double chaîne et de freins uniquement sur l'essieu arrière.
Le moteur Fiat A.12 dispose de quatre soupapes par cylindre et d’autant de bougies (pour un total de 24), alimentées par des magnétos Magneti-Marelli. Il développe 320 ch à 1 800 tr/min avec un taux de compression de 5:1.

## Le record

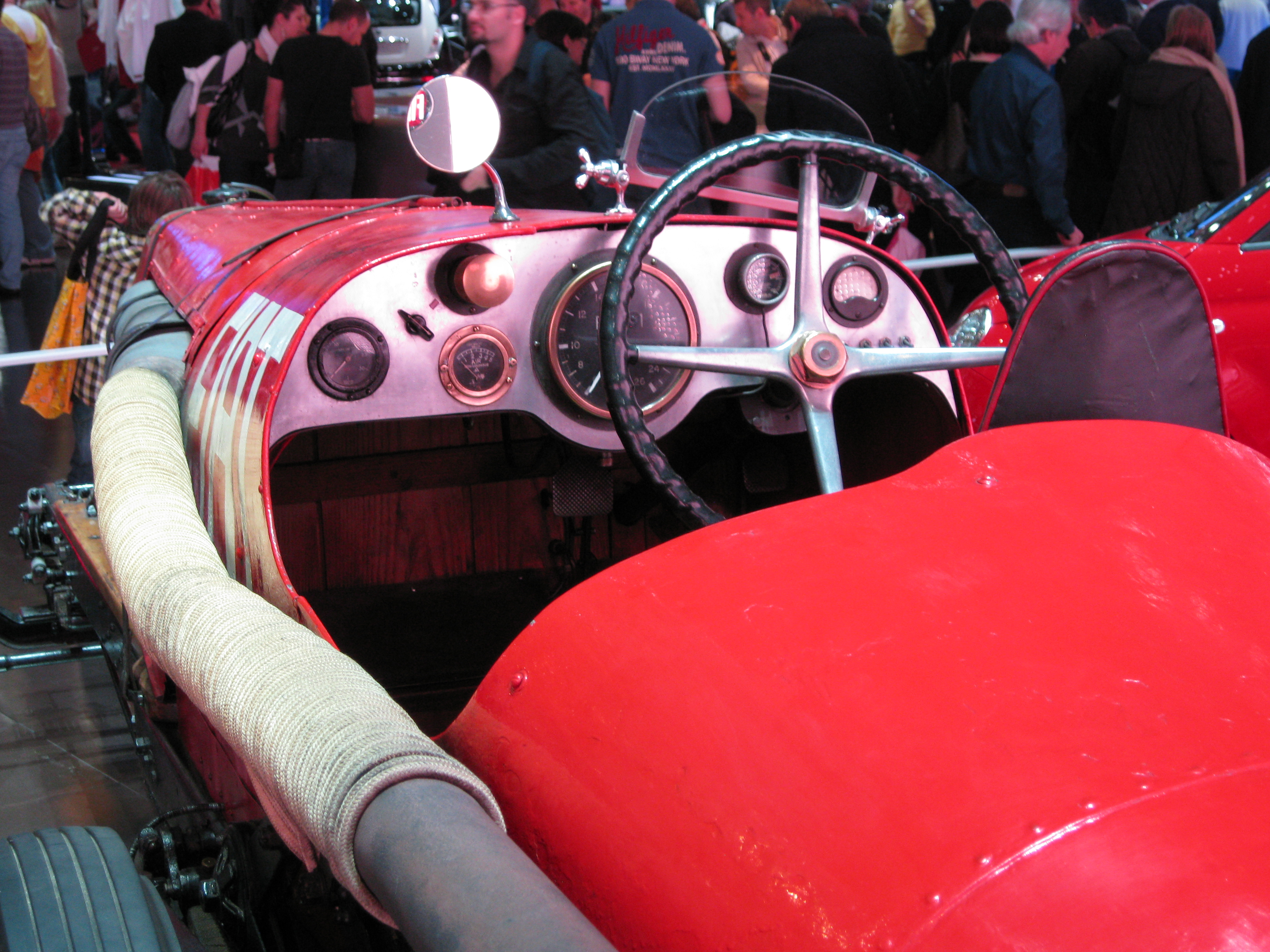
cockpit de fiat SB4

Pour battre le record mondial de vitesse du kilomètre lancé, rendez-vous est pris en juillet 1924 sur le circuit français d'Arpajon entre l'équipe de René Tockpit defiat homas et sa Delage V12 de 350 ch, et Ernest Eldridge, avec sa Fiat SB4 Eldridge immédiatement rebaptisée Mefistofele, à cause du bruit assourdissant produit par son moteur d'avion à échappement libre.
Malgré le comportement pas toujours cohérent de la voiture, en raison de la puissance démesurée du moteur pour son châssis rallongé et peu homogène, Eldridge réussit le 5 juillet 1924[réf. nécessaire] à atteindre 230,55 km/h. Le record précédent est battu. Toutefois, à la suite d'une réclamation de l'équipe adverse, ce record n’est pas homologué, car la Mefistofele ne dispose pas de marche arrière. Le lendemain de la compétition, René Thomas fait enregistrer une vitesse de 230,64 km/h, record qui est homologué.
Ce record ne tient que 6 jours, le temps nécessaire à Eldridge pour effectuer des modifications sur sa voiture, en particulier par l’ajout d’un système permettant d'effectuer une marche arrière. Il se présente sur la partie rectiligne de la "Route d'Orléans" le 12 juillet 1924. La Fiat Mefistofele bat alors le record mondial de vitesse en étant chronométrée à 234,98 km/h. Il s’agit du dernier record de vitesse sur le kilomètre lancé à être homologué[réf. nécessaire].
La question de savoir comment Eldridge a réussi à concevoir et mettre en œuvre le système qui lui permit de faire une marche arrière à sa voiture sans avoir modifié la boîte de vitesses n'est pas élucidée, cette partie de la voiture ayant disparu.